# 速ホゥ! (テレビ愛知)
この項目で解説する『速ホゥ!』（そくホゥ）は、2007年4月2日から2008年9月26日までテレビ愛知で放送された6代目の報道番組。テレビ東京系全国ネットニュース『速ホゥ!』のテレビ愛知ローカルパートに相当する。

## 概要
この番組以前の『ニュース&ワイド マイユウ!』ではテレビ東京発の『速ホゥ!』全国パートを逆内包する形を採っていたが、2007年春の改編を機に系列局一律で16:54から『速ホゥ!』全国パートを放送し、17:13から17:15までのいずれかの時刻よりローカルパートを放送するよう定められたことを受け、テレビ愛知は『マイユウ!』の第1部（16:45 - 16:59）と第2部（17:24 - 17:30）を17:14からの16分枠へ一本化し、同時に番組タイトルも『速ホゥ!』全国パートと同じものへと改めた。これにより、それまでローカル枠確保のために途中飛び降りしていた『レディス4』のフルネットが約1年ぶりに再開された。
それまで『マイユウ!』で放送されていたコーナーは、そのままこの番組にも引き継がれた。
ニュースソース協賛:日本経済新聞名古屋支社、中日新聞社

## 出演者

### キャスター
- 渡辺由紀子（当時テレビ愛知アナウンサー） - 『マイユウ!』から引き続きキャスターを務めていたが、2007年8月頃からは替わって改野がキャスターを務めるようになった。
- 改野由佳（当時テレビ愛知アナウンサー） - 渡辺降板後の8月頃からキャスターを代行。後継番組の『NEWS FINE アイ』でも引き続きキャスターを務めた。

### リポーター
- 中本克樹（当時テレビ愛知アナウンサー） - 「マイユウ!MARKET」のコーナーを担当。
- 相澤伸郎（テレビ愛知アナウンサー） - 「マイユウ!MARKET」のコーナーを担当。
- 高木大介（当時テレビ愛知アナウンサー）
- 清水美智子（当時テレビ愛知アナウンサー）
- 水口美希（当時テレビ愛知アナウンサー）
- 荒井千里（当時テレビ愛知アナウンサー）

### 気象情報担当
- 城田敦子（ライフビジネスウェザー所属の気象予報士）

## 放送時間
いずれもJST。
- 月曜 - 金曜 17:14 - 17:30 （2007年4月2日 - 2008年3月31日） - 実際には17時13分30秒からスタートしていた。2008年2月中旬からはさらに早くなり、17時13分からスタートするようになったが、番組表上での時刻表記は修正されていなかった。
- 月曜 - 金曜 17:13 - 17:30 （2008年4月1日 - 2008年9月26日） - 2008年春の改編を機に時刻表記が修正されたが、実際には『速ホゥ!』全国パートを途中飛び降りした直後に1分30秒間のステーションブレイクを挿むようになったため、今度は17時14分30秒からと逆に遅い時間からスタートするようになった。

## 主なコーナー
不定期で以下のコーナーを放送していた。
- かめりぽ - 『マイユウ!』から引き継いだコーナーで、番組カメラ班が追跡取材したVTRを放送していた。
- 流行MON - 『マイユウ!』から引き継いだコーナーで、注目の新製品や人気スポットをVTRで紹介していた。
- 特集 - 『マイユウ!』から引き継いだコーナー。
- 老いのかたち
- ふるさと再発見
- ほか

## 番組タイトルの表記について
この番組は当初、番組公式ブログにおいては「速ホウ!」と「速ホゥ!」とが混在した状態で表記されていたが、2007年11月以降は全て「速ホゥ!」と表記されるようになった。また、テレビ愛知公式サイト内の週間番組表においては当初は「速ホゥ!第2部」と表記されていたが、こちらは後に「速ホゥ!愛知」と表記されるようになった。ただし、週間番組表での表記はともに正式名称ではなく、『速ホゥ!』全国パートとのタイトル混同回避のために使用していたものである。
| テレビ愛知 平日17:14枠 → 平日17:13枠        | テレビ愛知 平日17:14枠 → 平日17:13枠             | テレビ愛知 平日17:14枠 → 平日17:13枠 |
| 前番組                                      | 番組名                                           | 次番組                               |
| ------------------------------------------- | ------------------------------------------------ | ------------------------------------ |
| ニュース&ワイド マイユウ! （16:45 - 17:30） | 速ホゥ! ローカルパート （2007年4月 - 2008年9月） | NEWS FINE アイ （17:13 - 17:30）     |